# Alenka Gotar
Alenka Gotar est une chanteuse soprano Slovène née à Ljubljana en 1977. Avec son titre Cvet z juga  (« Fleur du Sud »), elle représente son pays au Concours Eurovision de la chanson 2007 à Helsinki en Finlande. Elle se qualifie pour la grande finale où elle termine à la 15e place.

## Biographie
Alenka Gotar commence à s’intéresser à la musique en apprenant le piano et la guitare. Elle suit ensuite des cours à une école de musique et de ballet à Ljubljana où on lui enseigne le chant. Elle termine son cursus en 1996 avant de partir à l’Académie de Musique de Bâle en Suisse. En 1999, elle continue son apprentissage à l’Université Mozarteum de Salzbourg en Autriche. Alenka est diplômée en 2000. À Salzbourg et à Rome, elle continue son apprentissage en chant et en opéra pour finalement obtenir un Master en 2006.
Alenka Gotar est membre de l’opéra de Maribor. Elle chante également dans des théâtres de Salzbourg et de Ljubljana. Elle fait également des tournées avec un orchestre en Slovénie, Autriche, Suisse, Croatie et en Scandinavie. Son répertoire musical s’étend du baroque au moderne. Elle est également professeur de musique.
Le 4 février 2007, elle remporte la phase qualificative slovène pour l’Eurovision 2007. Elle représente alors son pays à la phase finale se déroulant à Helsinki avec sa chanson Cvet z juga. Elle terminera finalement à la 15e place.

## Rôles

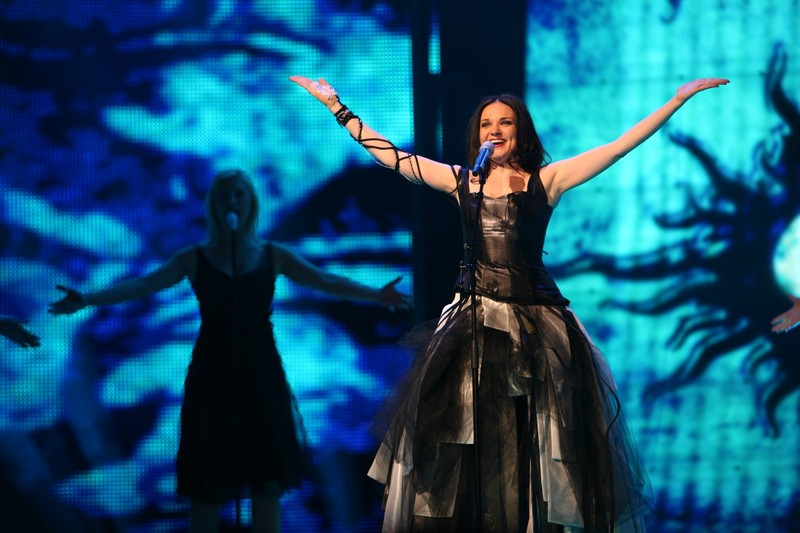
Alenka Gotar interprétant Cvet z juga au Concours Eurovision de 2007.

- Barbarina (Les Noces de Figaro - Mozart);
- Donna Elvira (Don Giovanni - Mozart);
- Rusalka (Rusalka - Dvořák);
- Hanna Glawary (La Veuve joyeuse - Lehár);
- Pamina (La Flûte enchantée - Mozart, sur un livret de Schikaneder)
- Gran Sacerdotessa (Aida - Verdi).
- Brigitte (Iolanta - Tchaikovsky);
- Bubikopf (The Emperor of Atlantis – Ullmann)
- Kristine (Brata - Alojza Ajdiča)
- Susanna (Les Noces de Figaro - Mozart);
- Arminda (La finta giardiniera - Mozart);
- Hyazintus (Apollo et Hyacinthus - Mozart)
- Mimi (La Bohème - Puccini).

## Discographie
- Cvet z juga (« Fleur du Sud ») (2007)
- Ženska iz soli (« Femme Faite de Sel ») (2007)
- Odidi (Partir) (2008)
- Nek Te Voli Kao Ja (« Personne ne t'aime comme moi ») (2008)